# Conrad Bodenstab (Amtsschreiber)
Conrad Bodenstab (auch: Konrad Bodenstab; * 1588 in Hannover; † 24. August 1657 ebenda) war ein Fürstlich Braunschweig-Lüneburgischer Amtsschreiber, sowie Bürger, Brauer, Diakon und Provisor an der Aegidienkirche in Hannover.

## Leben
Conrad Bodenstab war der Sohn des in „Herighausen“ tätigen Heinrich Bodenstab beziehungsweise Heinrich Bodestab (um 1547–1623) sowie der Margareta Paxmann (um 1565–1618). Der in dem „grossen Gefahr Jahr 1588“ Geborene besuchte bis zu seinem 20. Lebensjahr die städtische Lateinschule seiner Heimatstadt. 1608 nahm ihn Albertus Block, der fürstlich braunschweig-lüneburgische Amtmann des Klosters Marienwerder, für zwei Jahre in seine Dienste als Kopist. Von dort ging Bodenstab 1610 nach Bremen, zunächst für zwei Jahre als Schreiber für den im Auftrag des Erzstifts tätigen Junkers und Dechanten des Bremer Doms Frantz Marschalck. Dieser übertrug ihm anschließend die Verwaltung seiner sämtlichen Güter und stellte ihm – auf Wunsch Bodenstabs – nach fünf Jahren Tätigkeit ein ehrenvolles Empfehlungsschreiben aus.
Auf dringende Bitten seines Vaters ging Bodenstab im Alter von 27. Jahren nach Hannover zurück, um dort einen eigenen Hausstand zu gründen und insbesondere die familieneigene Brauerei zu betreiben, die durch die Braugerechtsame betrieben werden durfte. Etwa zwei Jahre später verlobte er sich mit Marie, Tochter des Amtsmannes Block, die er am 11. Mai 1617 in der Aegidienkirche heiratete. Aus der 41 Jahre andauernden Ehe entsprangen elf Kinder, darunter zwei Totgeburten und sieben, die schon im Kindesalter verstarben. Durch eine überlebende Tochter und einen Sohn wurde er später Großvater von 17 Enkeln.
Während des Dreißigjährigen Krieges kam Bodenstab seinen Kontributions-Verpflichtungen zur Zahlung an die feindlichen Besatzer vollumfänglich nach und diente als einer von 24 Männern mit seinen „consilis“ dem Gemeinwohl der gesamten Stadt. Als der Turm der Kreuzkirche 1630 durch einen Sturm schwer beschädigt wurde kümmerte sich Bodenstab um die Gefahrenabwehr und Reparatur, streckte das nötige Geld vor, verwaltete das Kirchenregister, sorgte sich um die Zahlung der Gehälter für die Prediger und anderen Kirchendiener und verwaltete die Finanzen für die Erhaltung und Sanierung des Kirchengebäudes und der Pfarrhäuser.
Nach dem Tod von Franz von Windtheim 1634 wurde Conrad Bodenstab zum Kirchenvorsteher und Diakon der Aegidienkirchen-Gemeinde berufen. 1641 anvertraute er seine Tochter Elisabeth Bodenstab an den ebenfalls an der Aegidienkirche tätigen Geistlichen David Erythropel.
Bodenstab organisierte erfolgreich eine Kollekte zum Bau einer neuen Kirchenorgel deren Auftrag zum Bau der Orgelbauer Adolph Compenius im Jahr 1646 erhielt. Nach dessen Tod 1650 übernahm Johan Funcke bis 1660 den weiteren Bau der Orgel, für die auch der Bildschnitzer Tönnies Blume häufig genannt wurde.
23 Jahre lang und bis an sein Lebensende übte Bodenstab seine kirchlichen Ämter aus, geschwächt nur durch die in den letzten Lebensjahren verstärkt auftretenden Wasseransammlungen in den Beinen. Zuletzt setzten ihm mehrere Paroxysmen zu, mit Schüttelfrost und Fieber, gegen die ihm der Hofmedikus Christoph Arnold Konerding verschiedene Medikamente verordnete. Der Pastor Georg Erythropel, der dem Sterbenden in seinen letzten Stunden in dessen Haus beistand, hielt die bei Georg Friedrich Grimm gedruckte Leichenpredigt für Bodenstab, der am 30. August 1657 auf dem Kirchhof von S. Aegidii beigesetzt wurde. An der Kirche wurde zudem ein Epitaph für den Verstorbenen aufgestellt.

## Nachwirken
Mehr als zwei Jahrhunderte nach Bodenstabs Tod gab der Heimatforscher August Jugler in seiner 1876 erschienenen Schrift Aus Hannovers Vorzeit. Ein Beitrag zur deutschen Cultur-Geschichte einen längeren Auszug aus der von Pastor Erythropel 1657 verfassten Leichenpredigt zugunsten Bodenstabs wieder, um – in der Analyse auch anderer solcher Nachrufe – Conrad Bodestab als dergestalt charakterisierten „guten Staatsbürger“ vorzustellen.